# Кріс Траяновскі
Кріс Траяновскі (англ. Kris Trajanovski, нар. 19 лютого 1972, Джилонг) — австралійський футболіст, що грав на позиції нападника. По завершенні ігрової кар'єри — тренер. У складі національної збірної Австралії став чемпіоном Океанії 1996 року.

## Клубна кар'єра
Розпочинав грати у клубі «Алтана Меджик» у Вікторіанській Прем'єр-лізі, після чого відвідував Австралійський інститут спорту в 1989 році. У 1991 році він приєднався до команди Національної футбольної ліги «Престон Лайонз», де провів три роки, а 1992 року грав на правах оренди у чемпіонаті штату Нового Південного Уельсу «Рокдейл Сіті Санз».
Згодом з 1993 по 1997 рік грав у складі клубу «Сідней Олімпік», з невеликою перервою на виступи за гонконзький «Геппі Веллі», після цього протягом сезону 1997/98 років захищав кольори клубу «Аделаїда Сіті».
З 1998 року три сезони захищав кольори клубу «Марконі Фейрфілд». Тренерським штабом нового клубу також розглядався як гравець «основи», після чого з 2001 року два сезони захищав кольори клубу «Брисбен Страйкерс».
У сезоні 2003 році грав за сингапурський клуб «Танджонг Пагар Юнайтед». У листопаді 2003 року він повернувся до Австралії, щоб зіграти за «Мельбурн Найтс» до кінця сезону 2003/04. Його кар'єра на рівні вищого дивізіону країни закінчилася із закриттям Національної футбольної ліги в 2004 році, за яку він у період з 1991 по 2004 рік відіграв 314 гри в НФЛ, забивши 90 голів. Незважаючи на те, що відійшов від національного рівня, він продовжував грати у чемпіонатах штатів. Так у 2004 році він грав за «Віттлсі Зібрас» у Прем'єр-лізі Вікторії, після чого у 2005—2008 роках грав за «Вайт Сіті» у Прем'єр-лізі Південної Австралії.
Протягом сезону 2009 року захищав кольори клубу «Сіфорд Рейнджерс», а 2010 року перейшов до клубу «Аделаїд Кобрас», за який відіграв 2 сезони. Завершив професійну кар'єру футболіста виступами за цю команду у 2012 році.

## Виступи за збірні
1991 року залучався до складу молодіжної збірної Австралії, з якою став півфіналістом молодіжного чемпіонату світу 1991 року у Португалії. Він зіграв у чотирьох матчах на турнірі, включаючи півфінал проти майбутніх чемпіонів, збірної Португалії.
1996 року дебютував в офіційних матчах у складі національної збірної Австралії і того ж року став з командою переможцем кубка націй ОФК 1996 року, забивши у обох фінальних матчах проти Таїті 4 і з голи відповідно і ставши найкращим бомбардиром турніру. Через два роки поїхав з командою і на наступний Кубок націй ОФК 1998 року, де забив 4 голи у матчі групового етапу проти Островів Кука (16:0), але його команда програла у фіналі Новій Зеландії (0:1), здобувши лише срібні нагороди. Всього протягом кар'єри у національній команді, яка тривала 3 роки, провів у її формі 16 матчів, забивши 11 голів.

## Кар'єра тренера
Під час виступів за «Аделаїд Кобрас», у 2011–2012 роках був граючим тренером команди.

## Титули і досягнення
- Переможець Молодіжного чемпіонату ОФК: 1990
- Володар Кубка націй ОФК: 1996
- Срібний призер Кубка націй ОФК: 1998
- Найкращий бомбардир Кубка націй ОФК: 1996 (7 голів)